# Франсиско Пизаро
Франсиско Пизаро (шп. Francisco Pizarro; око 1475 — Лима, 26. јун 1541) је био шпански конкистадор, освајач државе Инка и оснивач града Лиме.

## Детињство и младост
Франсиско Пизаро је био рођен у Трухиљу (Касерес), Шпанија (у његово време Круна Кастиље) у данашњој Екстремадури, Шпанија. Био је незаконити син пешадијског пуковника Гонзала Пизароа (1446–1522) и Франциске Гонзалез, жена сиромашних порекла. Његов датум рођења је неизвестан, али верује се да је то било негде у 1470-им, вероватно 1474. Мало се пажње посвећено његовом образовању и одрастао је неписмен.
Његов отац је био пуковник у пешадији који је служио у Навари и у Италијанским кампањама под Кордобом. Његова се мајка удала касно у животу и имала је сина Франциска Мартина де Алкантара, који је учествовао у освајању Перуа са својим полубратом. Преко оца, Франциско је био други рођак Ернана Кортеза.
Дана 10. новембра 1509, Пизаро је отпловио из Шпаније у Нови свет са Алонсом де Охедом у експедицији до Урабанског залива у Тијера Фирми. Пизаро је постао учесник неуспеле колоније Оједе, заповедајући остацима док је није напустио са преживелима. Он је отпловио до Картахене и придружио се флоти Мартина Фернандеза де Енсиса 1513. године.

## Одлазак у Нови свет
Према једним изворима рођен је 1471, а према другима између 1475. и 1478. Рођен је у Трухиљу у Шпанији. Био је рођак Ернана Кортеса, освајача Мексика. О његовом детињству се мало зна, али највероватније није био образован и био је чак неписмен. Када је сазнао за постојање Новог света, налазио се у Севиљи. Отпловио је 1502. у Латинску Америку, где је учествовао у разним шпанским мисијама и освајањима. Пратио је Васка Нуњеза де Балбоу 1513, када је Балбоа открио Пацифик прешавши Панаму. Подигли су насеље у Панами, где се Пизаро населио и постао сточар.

## Експедиције у Јужну Америку
На прву експедицију у Јужну Америку 1522. кренуо је са Пасквалом де Андагојом. Од урођеника је сазнао за постојање земље богате златом, на реци Пиру (то је био Перу). Андагоја је основао експедицију и кренуо у потрагу за овим земљама, али се између Еквадора и Колумбије тешко разболео, те је одлучио да се врати. По повратку, Андагоја је раширио причу о златној земљи коју је назвао (Елдорадо). Пошто је претходно Ернан Кортес успео у Мексику, Пизаро је поверовао и одлучио да крене у освајање царства Инка.
Још док је био у Панами, Пизаро се уортачио са свештеником Хернандом де Луком и војником Дијегом де Алмагром. Њих тројица су одлучили да освојене територије међусобно поделе. Пизаро је постао командант, Алмагро је био задужен за снабдевање храном и оружјем, а де Лука је био задужен за финансије.

## Прва експедиција 1524.
У новембру 1524, прва од три експедиције је напустила Панаму и пошла у освајање Перуа са око 80 људи и 40 коња.‍:24 Хуан де Салкедо је био барјактар, Николас де Рибера је био благајник, а Хуан Карваљо је био инспектор.‍:45,47 Дијего де Алмагро је остао да скупља додатне људе и да их још снабдева, па да се онда придружи. Гувернер Панаме им је одобрио прву истраживачку експедицију, која се завршила неуспешно. Допловили су до Колумбије, где су наишли на препреке у виду лошег времена, недостатка хране и сукоба са домороцима у којима је Алмагро изгубио једно око, те су одлучили да се врате у Панаму.

## Друга експедиција 1526.
Две године након прве експедиције, кренули су на другу експедицију. Имали су проблема док нису добили одобрење гувернера Панаме. Кренули су са два брода, 160 људи и неколико коња. Дошли су до реке Сан Хуан много јужније него први пут. Након доласка у Колумбију, раздвојили су се. Пизаро је остао да испита нове и погибељне мочварне територије обале Колумбије, а Алмагро се вратио у Панаму по појачања. Пизаров главни кормилар Бартоломео Руиз наставио је да плови јужније и после преласка екватора нашао је и заробио домородачки сплав, на коме је било много текстила, керамике и неких златних и сребрених предмета и драгуља.
Бартоломео Руиз је отпловио до Пизара. Злато је привукло пажњу Пизара и његових људи, који су били исцрпљени безбројним потешкоћама у Колумбији. Алмагро је дошао са снабдевањем и нових 80 људи. Одлучили су да отплове до места где је Бартоломео Руиз нашао сплав са златним предметима. На путу су имали проблема са јаким ветровима и морским струјама, али су дошли до Атакаме на обали Еквадора. Ту су наишли на домородачко становништво које су пре тога Инке покориле. Домороци су били ратоборни и многобројнији, тако да су Шпанци одлучили да остану на броду.

## Тринаесторица славних
Након доста дискусије између Пизара и Алмагра, одлучено је да Пизаро сачека на сигурном месту, на једном острву, а да се Алмагро врати по појачање у Панаму. Алмагро је носио злато као доказ исплативости експедиције, али нови гувернер Панаме није одобрио нову експедицију 1527, јер је остао без много људи. Гувернер Панаме је послао два брода под командом Хуана Тафура да врати Пизара и остале у Панаму. Пизаро је одбио да се врати у Панаму, а својим људима је повукао црту на песку и рекао да одаберу да ли ће остати или се вратити у Панаму. Само 13 људи је остало са Пизаром. Тих 13 је прозвано „Тринаесторица славних“.
Ернандо де Лука је успео да наговори гувернера да му да брод да врати Пизара за 6 месеци и да потпуно одустану од Перуа. Де Лука и Алмагро су искористили ту прилику и придружили се Пизару. Одлучили су да следе препоруке Бартоломеа Руиза и кренули су јужније, тако да су априла 1528. дошли до Тумба на обали Перуа. Домороци су их гостољубиво дочекали, а Пизарови људи су током следећег дана могли да разгледају околину и да се увере у невероватно богатство земље. Видели су златне и сребрне декорације на кући поглавице. Злато је било видљиво на више места.
Домороци су били гостољубиви, Шпанце су звали „деца сунца“, због оклопа. Шпанци су по први пут видели ламе. Конкистадори су имали прилике да виде богатство земље, коју намеравају да освоје. Одлучили су да се врате у Панаму да би припремили коначно освајање земље Инка. Пре тога су кренули јужније да би истражили има ли шта занимљиво, тако да су дошли до деветог степена јужне географске ширине.

## Повратак у Шпанију и разговор са шпанским краљем Карлом V 1529.
Кад су се вратили у Панаму, нови гувернер Панаме није одобрио трећу експедицију, па је Пизаро одлучио да тражи одобрење лично од краља. Кренуо је у пролеће 1528. из Панаме и стигао је у Севиљу током лета. Краљ Карло V је био у Толеду и примио је Пизара.
Пизаро је краљу испричао о земљи богатој златом и сребром, коју су истраживали његови људи, да би ширили царство Кастиље. Краљ је тада кретао на пут у Италију и обећао је да ће подржати Пизарово освајање Перуа. Док је краљ био одсутан, краљица Изабела Португалска је потписала 1529. документ, којим је Пизару одобрила да освоји Перу. Пизаро је именован за гувернера нове земље и вицекраља. Међутим, краљица је захтевала да скупи најмање 250 људи.
Пизаро је са собом повео своју браћу. Кренуо је јануара 1530. са 180 људи и 27 коња према Панами. Из Панаме је кренуо у трећу и коначну експедицију, у освајање Перуа 27. децембра 1530.

## Освајање Перуа 1532.
Током 1532. искрцао се близу Еквадора, где је прикупио злата, сребра и драгог камења и послао га у Панаму Алмагру, који је скупљао нове људе.
Ту је имао сукоб са домороцима Пуњанима, у коме је погинуло три Шпанца и 400 домородаца. Када су дошли до Тумба, где су претходно били гостољубиви домороци, нашли су да је златно место уништено и разорено у нападу Пуњана.
Пизаро је одлучио да крене у унутрашњост Перуа. Успоставили су прво шпанско насеље у Перу. Конкистадор Ернандо де Сото је одатле кренуо у даља истраживања, па се вратио од Инка са позивом да се сретну са Шпанцима.

### За Атауалпу је тражио пуну собу злата
Поглавица Инка Атауалпа се одмарао у северном Перуу, близу Кахамарке у оближњим термалним бањама. Пизаро је дошао са 180 војника и 27 коња на састанак са Атауалпом. Атауалпа је забранио Шпанцима боравак у његовој земљи, па је Пизаро напао Атауалпину војску 16. новембра 1532. у бици код Кахамарке. Шпанци су победили, а Пизаро је побио 12 Атауалпиних гардиста.
Затворио је Атауалпу и тражио је велики откуп. Атауалпа је испунио обећање и једна соба је напуњена златом, а две сребром да би он био ослобођен. Пизаро је обећао да ће пустити Атауалпу када овај напуни собе златом и сребром. Пизаро је прекршио реч, па је Атауалпу осудио за убиство брата и напад на Пизарове људе. Атауалпа је убијен 29. августа 1533.

### Оснивање Лиме и Пизарова смрт
Пизаро је заузео Куско 1533, а шпанском краљу Карлу V је написао да је то највећи и најфинији град у целом новом свету и да би грађевине Кускоа биле сматране истакнутим чак и у Шпанији. Пизаро је у Мантаро долини успоставио шпански главни град Перуа 1534. Пошто је главни град био далеко од мора, Пизаро је основао Лиму на перуанској обали 18. јануара 1535. Оснивање Лиме је сматрао једном од најважнијих ствари у животу.
Инке су покушале да поврате Куско, али их је поразио Алмагро. Између Алмагра и Пизара избио је сукоб око граница њихових јурисдикција. Дошло је до сукоба Пизарове браће и Алмагра, који се завршио 1538. поразом и убиством Алмагра. Алмагрови следбеници су организовали заверу, која се завршила успешним атентатом на Пизара у његовој палати у Лими 26. јуна 1541.
Иза Пизара су остала деца мелези. Пизаро је био ожењен Атауалпином ћерком и унуком Хуана Капака.

## Сличности између Пизара и Кортеса
Пизарова и Кортесова освајања била су слична по стилу. Пизаро је у сукобу са Инкама имао јако мало војника. Многи Перуанци га сматрају криминалцем, јер је наредио да се Атауалпа убије, иако је поглавица платио откуп напунивши једну собу златом а две сребром. Сматра се да је вредност откупа у данашњем новцу око 2,5 милијарде долара.

## У популарној култури
Пизаро се појављује као један од протагониста у шпанској серији Конквистадори: Авантура из 2017.

## Пизарови радови
- Pizarro, Francisco (15. 1. 2009). „Cartas del Marqués Don Francisco Pizarro (1533–1541)”. bloknot.info (A. Skromnitsky).
- Pizarro, Francisco (15. 1. 2009). „Cédula de encomienda de Francisco Pizarro a Diego Maldonado, Cuzco, 15 de abril de 1539”. bloknot.info (A. Skromnitsky, in Russian).
- "Francisco Pizarro response to a petition by Pedro del Barco", 14 April 1539. From the Collections at the Library of Congress